# Ron van den Hout
Cornelis Franciscus Maria van den Hout KGCHS, řečený Ron (* 11. listopadu 1964, Tilburg) je nizozemský římskokatolický kněz, sídelní biskup diecéze Groningen-Leeuwarden. Je členem Řádu Božího hrobu, nyní v hodnosti rytíře velkého kříže, a je velkopřevorem řádového místodržitelství v Nizozemsku.

## Stručný životopis
Seminární studia započal v diecézním semináři Sint-Janscentrum diecéze 's-Hertogenbosch, na kněze byl vysvěcen v roce 1993. Dále studoval, roku 1997 získal licenciát z biblické teologie na římské Gregoriáně, roku 2009 doktorát z teologie na nijmegenské katolické univerzitě. V letech 2012-2017 působil jako generální vikář diecéze 's-Hertogenbosch. V dubnu 2017 jej papež František jmenoval biskupem v diecézi Groningen-Leeuwarden.
22. ledna 2022 jej kardinál Fernando Filoni, velmistr Řádu Božího hrobu, jmenoval velkopřevorem nizozemského místodržitelství tohoto řádu.